# Manifestação Unite the Right

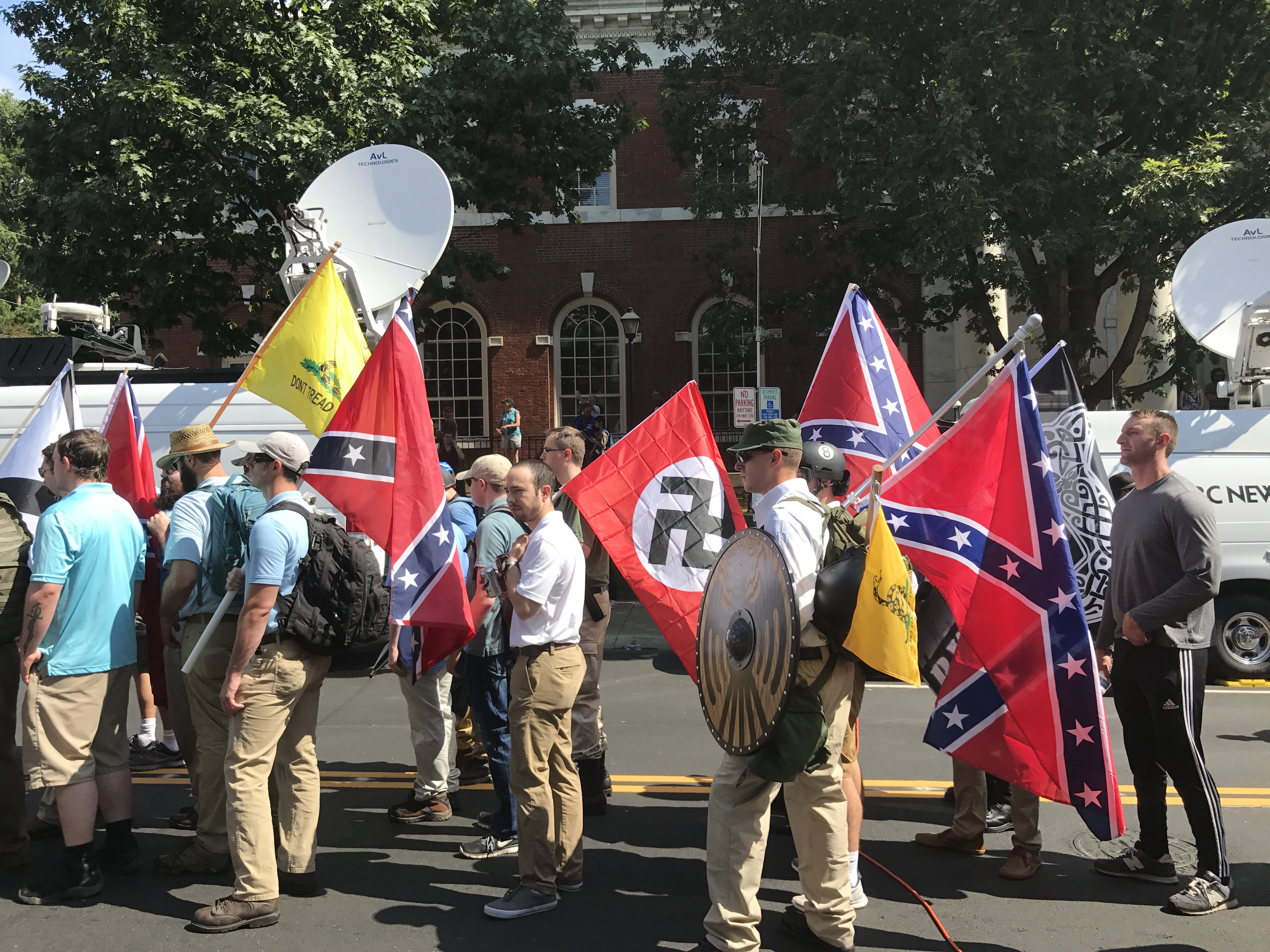
Manifestantes da marcha em Charlottesville carregando bandeiras dos Estados Confederados da América, uma de Gadsden e também uma suástica nazista.

Manifestação "Unite the Right" de 2017 (em português:  "Unir a Direita") foi um protesto conduzido por grupos de extrema-direita contra a remoção do monumento do confederado Robert E. Lee na cidade de Charlottesville, Virgínia, Estados Unidos. Os manifestantes eram supremacistas brancos, nacionalistas brancos, neo-confederados, neonazistas, milícias e membros da alt-right. Eles carregavam rifles semiautomáticos, suásticas, bandeiras confederadas, bandeiras antissemitas e placas de "Trump/Pence".
O evento tornou-se violento depois que supremacistas brancos e antifascistas entraram em confronto. Conforme a violência aumentou, o governador da Virgínia, Terry McAuliffe, declarou estado de emergência, ao afirmar que a segurança pública não poderia ser salvaguardada sem forças adicionais. Os manifestantes nacionalistas brancos cantavam slogans da era nazista, como "sangue e solo". Eles também gritavam frases como "Você não nos substituirá" e "Os judeus não nos substituirão".
Dentro de uma hora após o anúncio do governador, a Polícia do Estado da Virgínia declarou o direito de protestar ilegal devido aos vários atos violentos perpetrados pelos manifestantes. Duas horas depois, um homem identificado como James Fields, 20 anos, acelerou seu carro contra uma multidão de contra-manifestantes, quando causou a morte de uma mulher, Heather Heyer, e ferimentos em outras 20 pessoas. Ele foi preso na penitenciária do Condado de Albemarle. James Alex Fields Jr foi considerado culpado por assassinato e outras acusações após um julgamento de duas semanas em Charlottesville. Foi condenado a 419 anos de cadeia e a pagar 480 mil dólares em multas.
O procurador-geral dos Estados Unidos, Jeff Sessions, denunciou o atropelamento como um ato de terrorismo doméstico e iniciou uma investigação sobre os direitos civis para determinar se ele será julgado como um crime de ódio. Outras dezenas de pessoas foram feridas em brigas de rua e outros atos violentos durante a manifestação.

## Reação

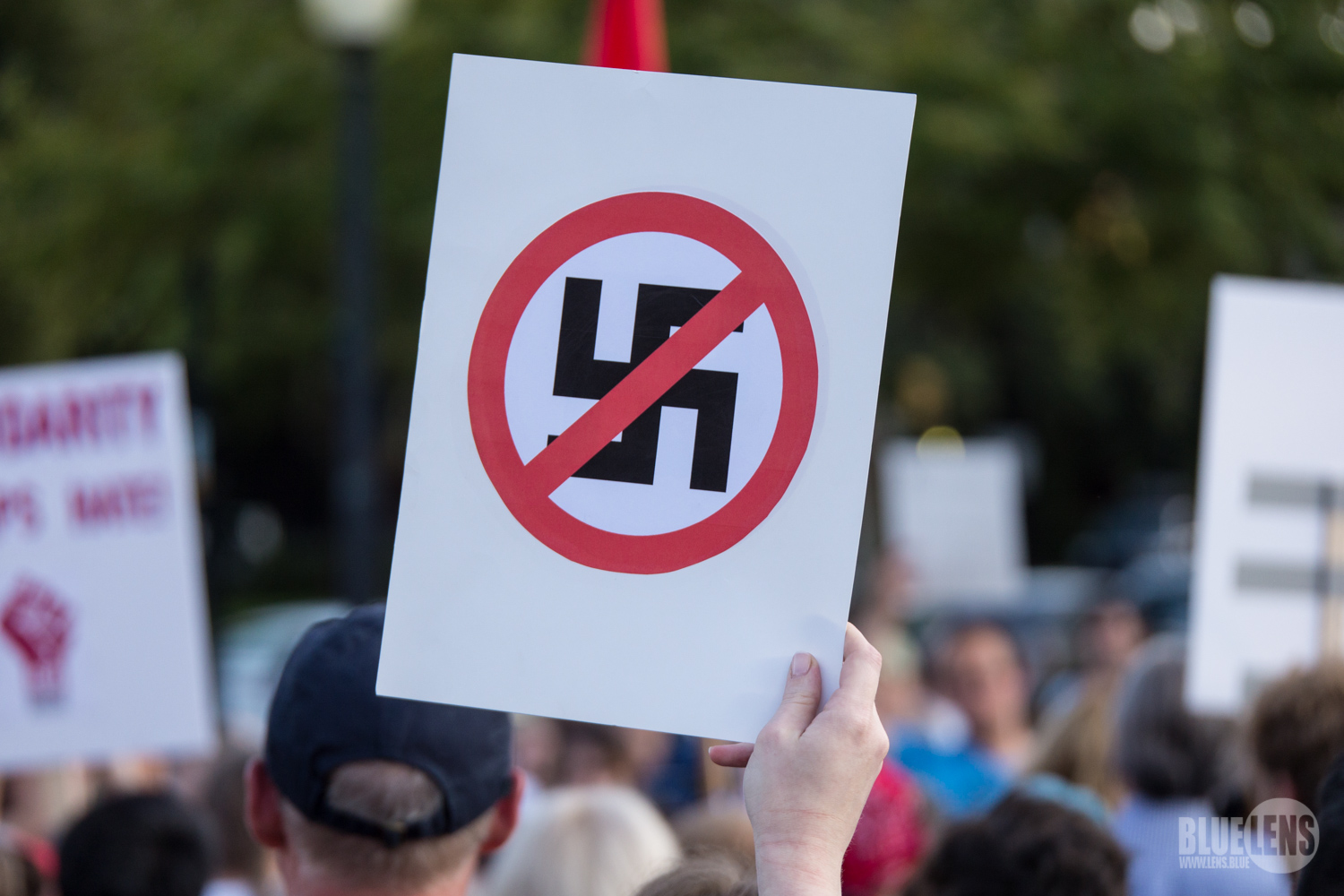
Pessoas se manifestando, em Pittsburgh, Pensilvânia, contra a marcha neonazista de Charlottesville.

No dia seguinte à manifestação, defensores anti-ódio organizaram vigílias e manifestações em várias cidades em todo o país. Os eventos tiveram uma variedade de focos: "Alguns se concentraram em mostrar apoio às pessoas que os supremacistas brancos condenam. Outras manifestações estavam removendo monumentos confederados ... Ainda outros encontros visavam denunciar o fascismo e uma administração presidencial que os organizadores sentem que permitiu que os supremacistas brancos se sintam empoderados". No Brooklyn, em Nova York, os manifestantes pediram "Paz e Sanidade" e ouviram os discursos da advogado pública Letitia James e do contralor da cidade, Scott Stringer. Em Los Angeles, centenas se reuniram nos degraus da prefeitura para condenar a violência nacionalista e honrar os mortos.

### Donald Trump
Em 12 de agosto, o presidente Donald Trump respondeu dizendo: "Todos nós devemos estar unidos e condenar tudo o que o ódio representa. Não há lugar para esse tipo de violência na América. Vamos nos juntar como um só!" Ele condenou "nos termos mais fortes possíveis" o que ele chamou de "exibição flagrante de ódio, fanatismo e violência em muitos lados, em muitos lados". Ele acrescentou: "O que é vital agora é uma rápida restauração de Lei e da ordem".
Um porta-voz do Trump divulgou mais tarde um adendo às suas observações, afirmando: "O Presidente disse veementemente em sua declaração ontem de que ele condena todas as formas de violência, intolerância e ódio. Claro que isto inclui supremacistas brancos, KKK, neonazistas e todos os grupos extremistas. Ele pediu a união nacional a todos os americanos".
Como Trump não denunciou especificamente os nacionalistas brancos, os supremacistas brancos ou os neonazistas, e o lado oposto foi o único com mortes, o comentário de "muitos lados" foi criticado como insuficiente por vários membros democratas e republicanos do Congresso. Enquanto os membros de ambos os partidos políticos condenavam o ódio e a violência de nacionalistas brancos, neonazistas e ativistas de extrema-direita, o The New York Times notou que Trump "era a única figura política nacional a associar o "ódio, fanatismo e violência" que resultou na morte de uma pessoa aos "muitos lados". A decisão foi provada pelo estrategista-chefe da Casa Branca, Steve Bannon, com medo de repelir o apoio da alt-right para a presidência de Trump.
O Congressional Black Caucus criticou o que considerou uma falsa equivalência de Trump, dizendo: "A supremacia branca é a culpada".  O representante republicanos Justin Amash e os senadores Cory Gardner, Jeff Flake, Orrin Hatch e Marco Rubio convidaram Trump a condenar especificamente os supremacistas brancos e neonazistas; em um tweet que foi compartilhado por Flake, Gardner disse: "Senhor Presidente - devemos chamar o mal por seu nome. Estes eram supremacistas brancos e isso foi terrorismo doméstico". O Procurador-Geral da Virgínia, Mark Herring, disse: "A violência, o caos e a aparente perda de vida em Charlottesville não são culpa de "muitos lados". São culpa de racistas e supremacistas brancos". O senador republicano de Utah Orrin Hatch, cujo irmão foi morto em ação na Europa durante a Segunda Guerra Mundial, disse: "Devemos chamar o mal pelo nome. Meu irmão não deu a vida na luta contra Hitler para que ideias nazistas para não sejam contestadas aqui em casa". O senador republicano Cory Gardner chamou de terrorismo doméstico em um tweet e poucas horas depois, o senador republicano Ted Cruz escreveu no Facebook: "Os nazistas, a KKK e os supremacistas brancos são repulsivos e malignos e todos nós temos a obrigação moral de falar contra as mentiras, a intolerância, o antissemitismo e o ódio que propagam". Ele continuou: "Tendo assistido ao espantoso vídeo do carro que se esgueirou deliberadamente para uma multidão de manifestantes, exorto o Departamento de Justiça a investigar e processar imediatamente esse ato grotesco de terrorismo doméstico".